# Tephrosia subaphylla
Tephrosia subaphylla är en ärtväxtart som beskrevs av Du Puy och Jean-Noël Labat. Tephrosia subaphylla ingår i släktet Tephrosia och familjen ärtväxter. Inga underarter finns listade i Catalogue of Life.